# Master (anglosaxisk examen)
För andra betydelser, se Master.
Master eller master's degree är en anglosaxisk, internationellt brukad akademisk examen som erhålls för studier på så kallad avancerad nivå, det vill säga utbildning efter erhållande av en Bachelor's degree (motsvarande svensk kandidatexamen). I den anglosaxiska världen kallas detta postgraduate-nivå, medan det i Sverige traditionellt har betraktats som del av grundutbildningen. 
I Sverige infördes en ny tvåårig masterexamen den 1 juli 2007, som ett led i Bolognaprocessen.
I det svenska examenssystemet översätts både magisterexamen och masterexamen med Degree of Master, med tilläggen One Year respektive Two Years inom parentes .